# Stephan Wenk
Stephan Wenk (* 12. November 1982 in Greifensee) ist ein Schweizer Langstreckenläufer, Duathlet, Bergläufer und Schweizermeister Duathlon (2016).

## Werdegang
Stephan Wenk startete als 16-Jähriger 1998 bei seinem ersten Duathlon.

2004 wurde er in Belgien mit 22 Jahren in seiner Altersklasse Duathlon-Weltmeister.
Seit 2006 startet er auch bei Berglauf-Bewerben.
Im September 2007 konnte er zum bereits dritten Mal in Folge den Powerman Zofingen auf der Kurzdistanz gewinnen.
Stephan Wenk ist seit 2012 im Internationalen Scott Running Team und startet für den TV Oerlikon.
Wenk studierte von 2010 bis 2016 Osteopathie an der European School of Osteopathy in Maidstone (UK).

### Schweizermeister Duathlon 2016
Im April 2016 wurde er Schweizermeister Duathlon.
Bei der Duathlon-Europameisterschaft belegte er im April 2017 in Spanien den 17. Rang.
Der Zürcher Stephan Wenk arbeitet heute als Osteopath.

## Sportliche Erfolge
| Datum/Jahr    | Rang | Wettbewerb                                           | Austragungsort | Zeit       | Bemerkung |
| ------------- | ---- | ---------------------------------------------------- | -------------- | ---------- | --- |
| 29. Apr. 2017 | 17   | ETU Short Distance Duathlon European Championships   | Soria          | 01:51:09   | Duathlon-Europameisterschaft                                                                                            |
| 24. Apr. 2016 | 1    | Schweizer Duathlon-Meisterschaften                   | Marbach        | 00:51:36   | Schweizer Meister – mit dem zweiten Rang beim Rheintal Duathlon (4 km Laufen, 17 km Radfahren und 4 km Laufen)          |
| 13. Mai 2012  | 2    | Intervall Duathlon Zofingen                          | Zofingen       | 01:30:06   | Wenk gewinnt hinter Ronnie Schildknecht die Silbermedaille.                                                             |
| 25. Apr. 2011 | 5    | Rheintal Duathlon                                    | Marbach        | 00:51:35   | 3. Rang bei der Schweizermeisterschaft                                                                                  |
| 17. Apr. 2011 | DNF  | ETU Short Distance Duathlon European Championships   | Limerick       | –          | |
| 5. Sep. 2010  | 15   | ITU Short Distance Duathlon World Championships      | Edinburgh      | 01:55:52   | 10 km Laufen, 40 km Radfahren und 5 km Laufen                                                                           |
| 30. Apr. 2010 | 16   | ETU Short Distance Duathlon European Championships   | Nancy          | 01:40:40   | |
| 25. Apr. 2010 | 3    | Rheintal Duathlon                                    | Marbach        | 00:51:06   | |
| 6. Apr. 2010  | 4    | Grand Prix de Duathlon Chateauroux                   | Châteauroux    | 00:51:12   | hinter dem Sieger Benoît Nicolas – über 5 km Laufen, 20 km Radfahren und 2,5 km Laufen                                  |
| 26. Sep. 2009 | 18   | ITU Short Distance Duathlon World Championships      | Concord        | 01:51:05   | 10 km Laufen, 40 km Radfahren und 5 km Laufen                                                                           |
| 24. Mai 2009  | 10   | ETU Short Distance Duathlon European Championships   | Budapest       | 01:53:10   | hinter seinem Landsmann und Europameister Andy Sutz auf der Kurzdistanz (10 km Laufen, 40 km Radfahren und 5 km Laufen) |
| 26. Apr. 2009 | 3    | DTU Deutsche Meisterschaft Duathlon                  | Backnang       | 01:52:51   | [ 7 ] |
| 26. Sep. 2008 | 14   | ITU Short Distance Duathlon World Championships      | Rimini         | 01:50:05   | 10 km Laufen, 40 km Radfahren und 5 km Laufen                                                                           |
| Apr. 2008     | 3    | Irchel-Duathlon                                      | Irchel         | 01:36:43,2 | dritter Rang hinter Andy Sutz und David Senn                                                                            |
| Sep. 2007     | 1    | Powerman Zofingen                                    | Zofingen       |            | Duathlon über die Kurzdistanz (Erster Lauf 10 km, Radstrecke 50 km, Zweiter Lauf 5 km)                                  |
| 7. Okt. 2006  | 17   | ETU Short Distance Duathlon European Championships   | Rimini         | 01:55:48   | |
| 27. Aug. 2006 | 1    | Powerman Zofingen                                    | Zofingen       |            | Kurzdistanz |
| 2005          | 1    | Powerman Zofingen                                    | Zofingen       |            | Kurzdistanz |
| 30. Mai 2004  | 1    | ITU Short Distance Duathlon World Championship 20-24 | Geel           | 01:53:12   | Age Group Duathlon-Weltmeister über 10 km Laufen, 40 km Radfahren und 5 km Laufen                                       |

| Datum/Jahr    | Rang | Wettbewerb                     | Austragungsort  | Zeit     | Bemerkung                                                                            |
| ------------- | ---- | ------------------------------ | --------------- | -------- | ------------------------------------------------------------------------------------ |
| 27. Mai 2018  | 13   | Trail World Cup Race           | Zegama Aizkorri | 04:12:30 | Marathon mit 2736 hm; Rennen der «Golden Trail Series»                               |
| 10. Sep. 2016 | 3    | Jungfrau-Marathon              | Interlaken      | 03:06:17 |                                                                                      |
| 13. Aug. 2016 | 7    | Sierre-Zinal                   | Zinal           | 02:39:58 |                                                                                      |
| 30. Juli 2016 | 1    | Swissalpine Marathon K42       | Davos           | 03:26:23 | Neuer Streckenrekord auf dieser Strecke                                              |
| 17. Juli 2016 | 1    | Eiger Ultra Trail E35          | Grindelwald     | 03:33:42 |                                                                                      |
| 25. Juli 2015 | 1    | Swissalpine Marathon K42       | Davos           | 03:33:52 |                                                                                      |
| 23. Juni 2013 | 1    | Beckenham 10k                  | Beckenham       | 00:33:34 |                                                                                      |
| 10. Sep. 2011 | 8    | Jungfrau-Marathon              | Interlaken      | 03:11:09 | Marathondebüt mit Start in Interlaken und Ziel auf der kleinen Scheidegg mit 1829 hm |
| 16. Okt. 2011 | 1    | Maidstone Halfmarathon         | Maidstone       | 01:09:42 | Wenk konnte den Titel aus dem Vorjahr verteidigen.                                   |
| 17. Sep. 2011 | 12   | Internationaler Greifenseelauf | Uster           | 01:10:56 |                                                                                      |
| 27. März 2011 | 6    | Eastleigh 10k                  | Eastleigh       | 00:31:28 |                                                                                      |
| 17. Okt. 2010 | 1    | Maidstone Halfmarathon         | Maidstone       | 01:11:52 |                                                                                      |
| 19. Sep. 2009 | 9    | Internationaler Greifenseelauf | Uster           | 01:10:08 | Dritter der Schweizermeisterschaft                                                   |
| 16. Sep. 2006 | 12   | Internationaler Greifenseelauf | Uster           | 01:09:25 |                                                                                      |

| Datum/Jahr    | Rang | Wettbewerb                    | Austragungsort | Zeit     | Bemerkung                                                                                   |
| ------------- | ---- | ----------------------------- | -------------- | -------- | ------------------------------------------------------------------------------------------- |
| 24. Aug. 2013 | 1    | Matterhorn Ultraks 30k        | Zermatt        | 02:45:19 |                                                                                             |
| 12. Aug. 2013 | 1    | Zürcher Berglaufcup           | Wald           |          | Etappensiege 27 bis 31 in Folge                                                             |
| 11. Aug. 2013 | 2    | Belchen Berglauf              | Olten          | 00:53:46 |                                                                                             |
| 4. Aug. 2013  | 1    | Rugghubel Berglauf            | Engelberg      | 00:57:02 |                                                                                             |
| 21. Juli 2013 | 1    | Eiger Ultra Trail             | Grindelwald    | 01:17:34 |                                                                                             |
| 9. Sep. 2012  | 46   | Jungfrau-Marathon             | Interlaken     | 03:28:34 | Gewinn der WM-Goldmedaille in der Teamwertung mit der Schweizer Berglauf Nationalmannschaft |
| 21. Aug. 2011 | 3    | Matterhornlauf                | Zermatt        | 00:59:18 | 12,5 km, 1000 hm                                                                            |
| 15. Aug. 2011 | 1    | Zürcher Berglaufcup           | Wald           |          | Etappen von Montag bis Freitag; 5 Tagessiege                                                |
| 6. Aug. 2011  | 3    | Glacier 3000 Run              | Gstaad         | 02:25:16 | Start in Gstaad auf 1050 hm – mit dem Ziel auf 2950 m                                       |
| 22. Aug. 2010 | 2    | Matterhornlauf                | Zermatt        | 00:58:50 | 12,5 km, 1000 hm                                                                            |
| 23. Aug. 2009 | 2    | Matterhornlauf                | Zermatt        | 00:59:59 | Wegen Erdrutschen konnte nicht auf der Originalstrecke gelaufen werden.                     |
| 12. Juli 2009 | 18   | European Athletic Association | Telfes         | 01:01:59 | Berglauf-Europameisterschaften (EAA)                                                        |
| 14. Sep. 2008 | 31   | World Mountain Running Trophy | Montana        | 00:59:04 | Silbermedaille mit der Mannschaft (12,02 km, 1100 hm)                                       |
| 24. Aug. 2008 | 5    | Matterhornlauf                | Zermatt        | 00:58:27 | Bester Schweizer an der WM-Qualifikation                                                    |
| 2007          | 8    | Matterhornlauf                | Zermatt        | 01:02:16 |                                                                                             |
| 10. Sep. 2006 | 34   | World Mountain Running Trophy | Bursa          | 01:01:57 | Berglauf-Weltmeisterschaften (WMRT)                                                         |

| Datum/Jahr    | Rang | Wettbewerb         | Austragungsort | Zeit    | Bemerkung                                                  |
| ------------- | ---- | ------------------ | -------------- | ------- | ---------------------------------------------------------- |
| 14. Feb. 2010 | 1    | Doi Inthanon Climb | Doi Inthanon   | 2:11:00 | Berg-Radrennen auf den höchsten Berg Thailands mit 2339 hm |

(DNF – Did Not Finish)